# Cementerio militar del Monte Wuzhi
El Cementerio militar del Monte Wuzhi (en chino: 五指山國軍示範公墓) es el más prominente cementerio militar de Taiwán. El cementerio está situado en el monte Wuzhi (五指山) en Xizhi, Nueva Ciudad de Taipéi y bordea el distrito de Neihu de la ciudad de Taipéi y el Parque nacional Yangmingshan. El General Chiang Wei-kuo, el hijo adoptivo de Chiang Kai-shek, concibió y diseñó el cementerio. 
El cementerio tiene una gran vista desde el Taipéi 101 sobre el distrito de Xinyi de Taipéi en el puerto de Keelung.
El cementerio, que cuenta con 9.417 parcelas, está casi lleno, los nuevos fallecidos tienen que ser incinerados y sus cenizas se almacenan en el columbario.
Entre los entierros notables en el sitio la mayoría son altos generales que sirvieron bajo el KMT de China o dignatarios continentales:
- Chiang Wei-kuo, hijo adoptivo de Chiang Kai-shek
- Gu Zhutong, un general de alto rango que siguió a Chiang desde Shanghái
- He Yingqin, un general de alto nivel del KMT, que era jefe de personal y el instructor jefe de la Academia Militar Huang Pu.
- Huang Chieh, General y el exgobernador de Taiwán que trajo soldados del oeste de la provincia de Hunan.
- Liu Yuzhang, General de Tsingtao
- Yen Chia-kan, antiguo presidente de la República de China.
- General Xue Yue, proveniente de Kwangtung.
- Wang Sheng
- Louie Yim-qun
- Chiang Chung-ling
- Chen Hsing-ling
- Hau Pei-tsun, antiguo Primer ministro de la República de China
- Lee Teng-hui, antiguo presidente de la República de China.